# بوين يانغ
بوين يانغ هو ممثل أمريكي-كندي أسترالي المولد ولد في 6 نوفمبر 1990.

## روابط خارجية
- بوين يانغ على موقع IMDb (الإنجليزية)
- بوين يانغ على موقع ميوزك برينز (الإنجليزية)
- بوين يانغ على موقع قاعدة بيانات الفيلم (الإنجليزية)